# Mines dans le massif des Vosges

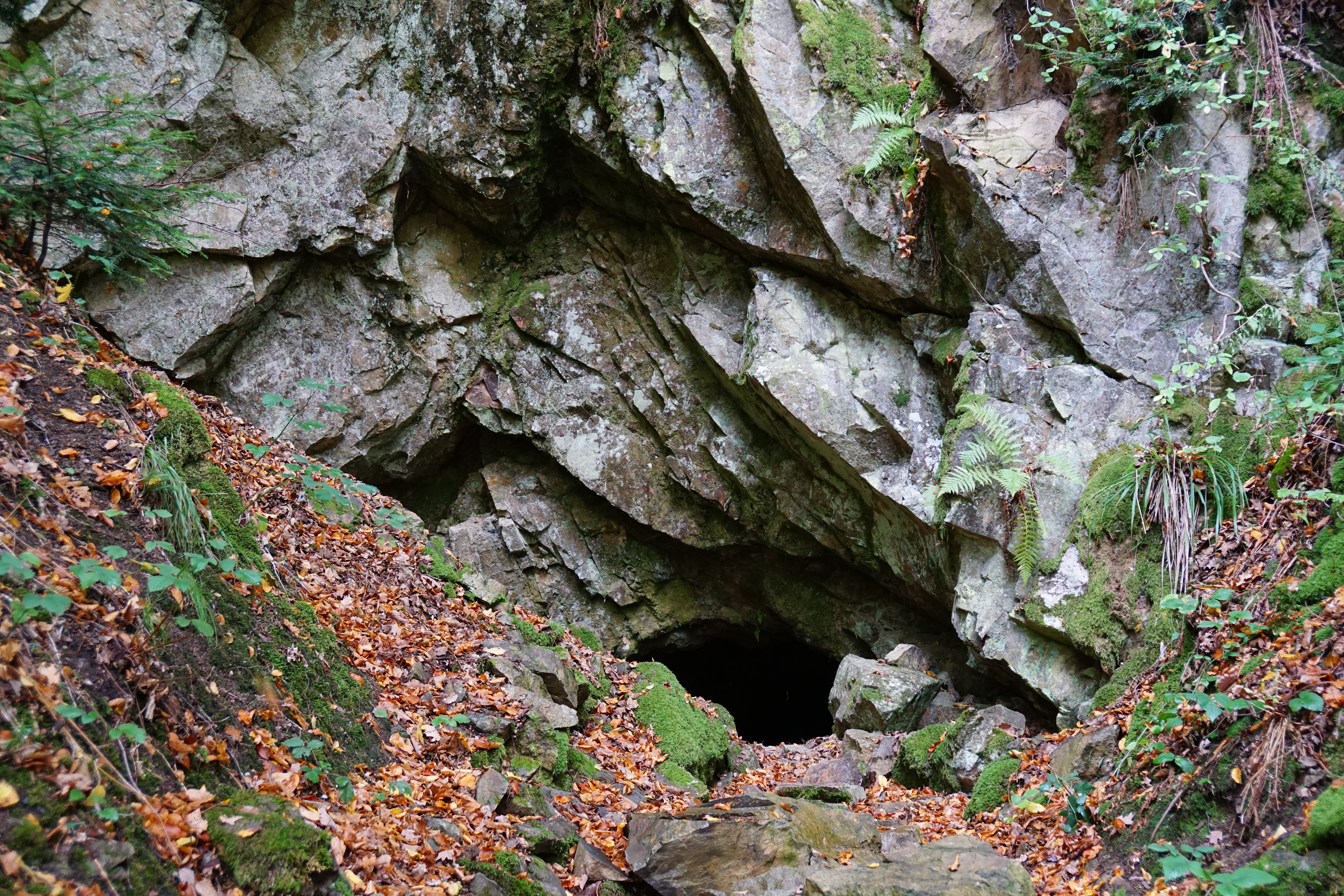
L'entrée d'une galerie à Plancher-les-Mines.

Les mines dans le massif des Vosges exploitent en différents sites des montagnes et de leur voisinage, des minerais de différentes natures (charbon, évaporite et métaux) de la préhistoire jusqu’au début du XXIe siècle.

## Minerais fossiles
Les Vosges comptent deux grands sites d'extraction de la houille ou charbon de terre, dans de petits bassins sédimentaires du Carbonifère.

### Mines sous-vosgiennes
Seule la partie centre-ouest du bassin, correspondant au bassin minier de Ronchamp et Champagney, est abondamment exploitée pour ses couches de bonne qualité, tandis que le reste est délaissé ou très peu exploité, soit en raison d'une profondeur trop importante (plus d'un kilomètre), soit en raison de la médiocre qualité et de la faible épaisseur des couches.
Une petite partie du gisement, située vers le hameau de Mourière, est exploitée entre 1844 et 1891 et de façon artisanale dans des couches de faible épaisseur et de piètre qualité. De grandes réserves de houille formant des couches suffisamment épaisses et de bonne qualité sont identifiées autour de la commune de Saint-Germain. La Première Guerre mondiale puis la Grande Dépression retardent la mise en exploitation et malgré plusieurs initiatives et débats pour lancer l'exploitation dans les années 1950, aucune mine n'est ouverte.

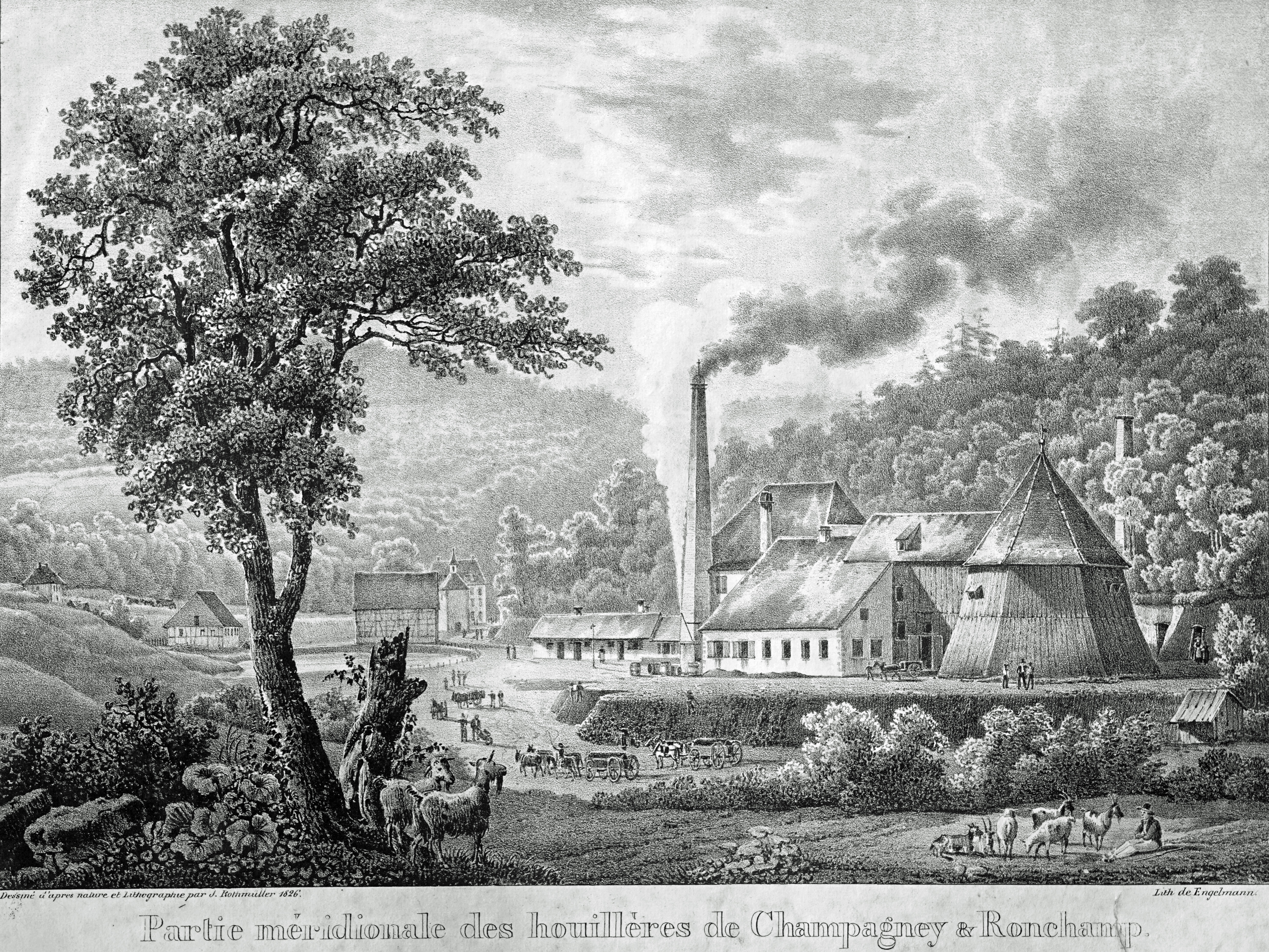
Le puits Saint-Louis, au pied des premiers massifs saônois.
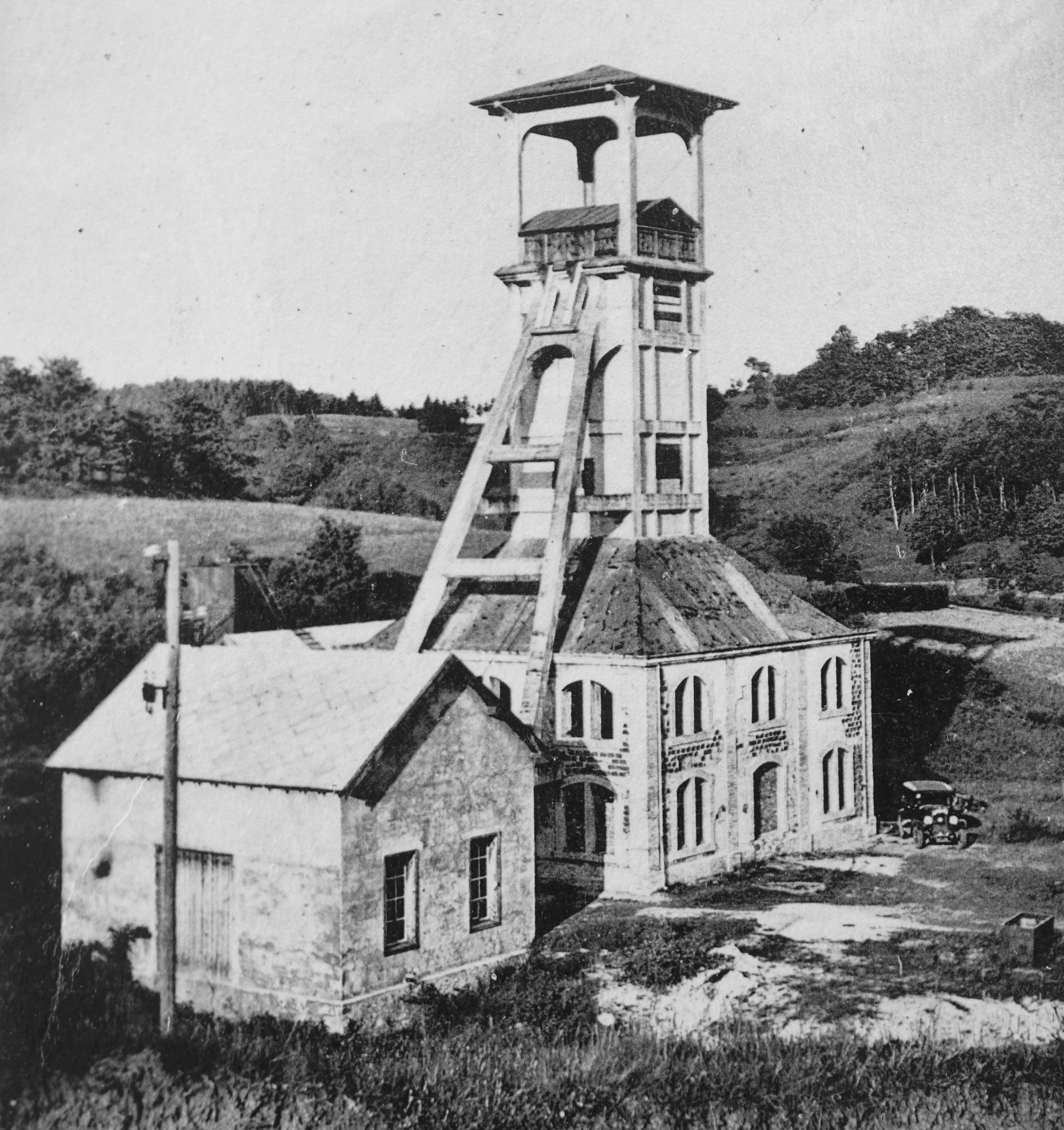
Le puits Sainte-Marie, (colline de Bourlémont).
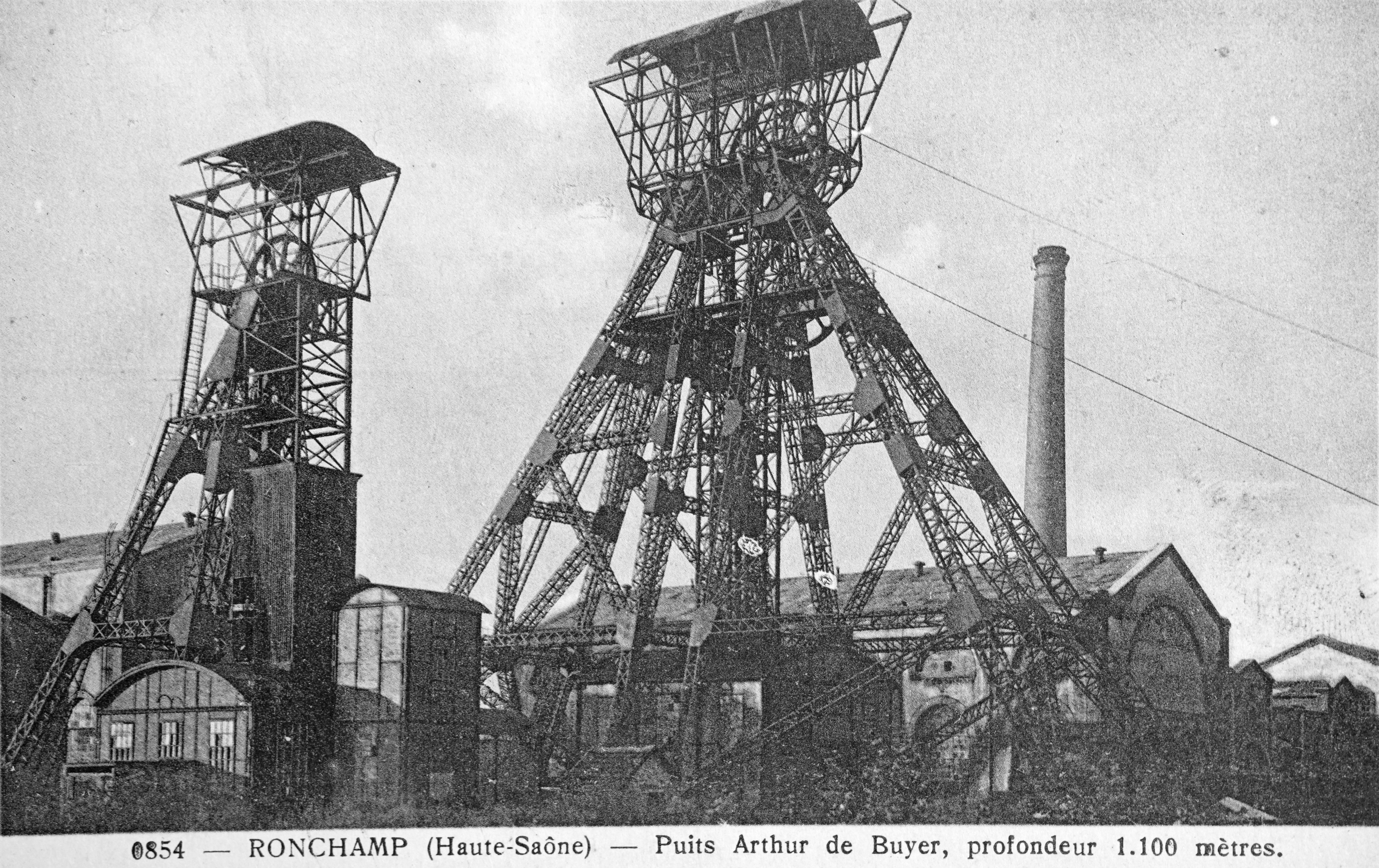
Le puits Arthur-de-Buyer (1 010 m), est le charbonnage le plus profond autour du massif.
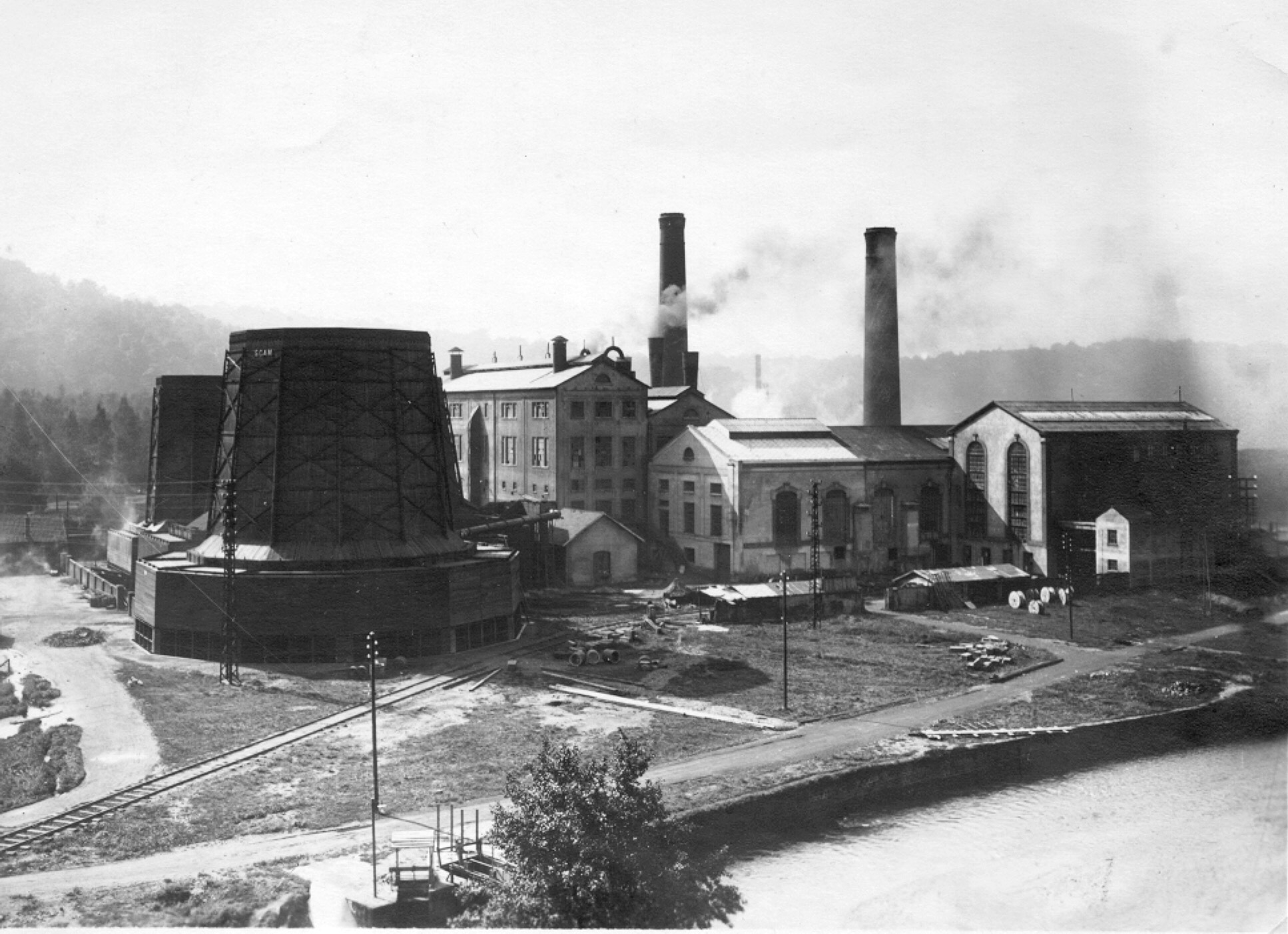
La centrale thermique de Ronchamp.

### Mines de la vallée de Villé

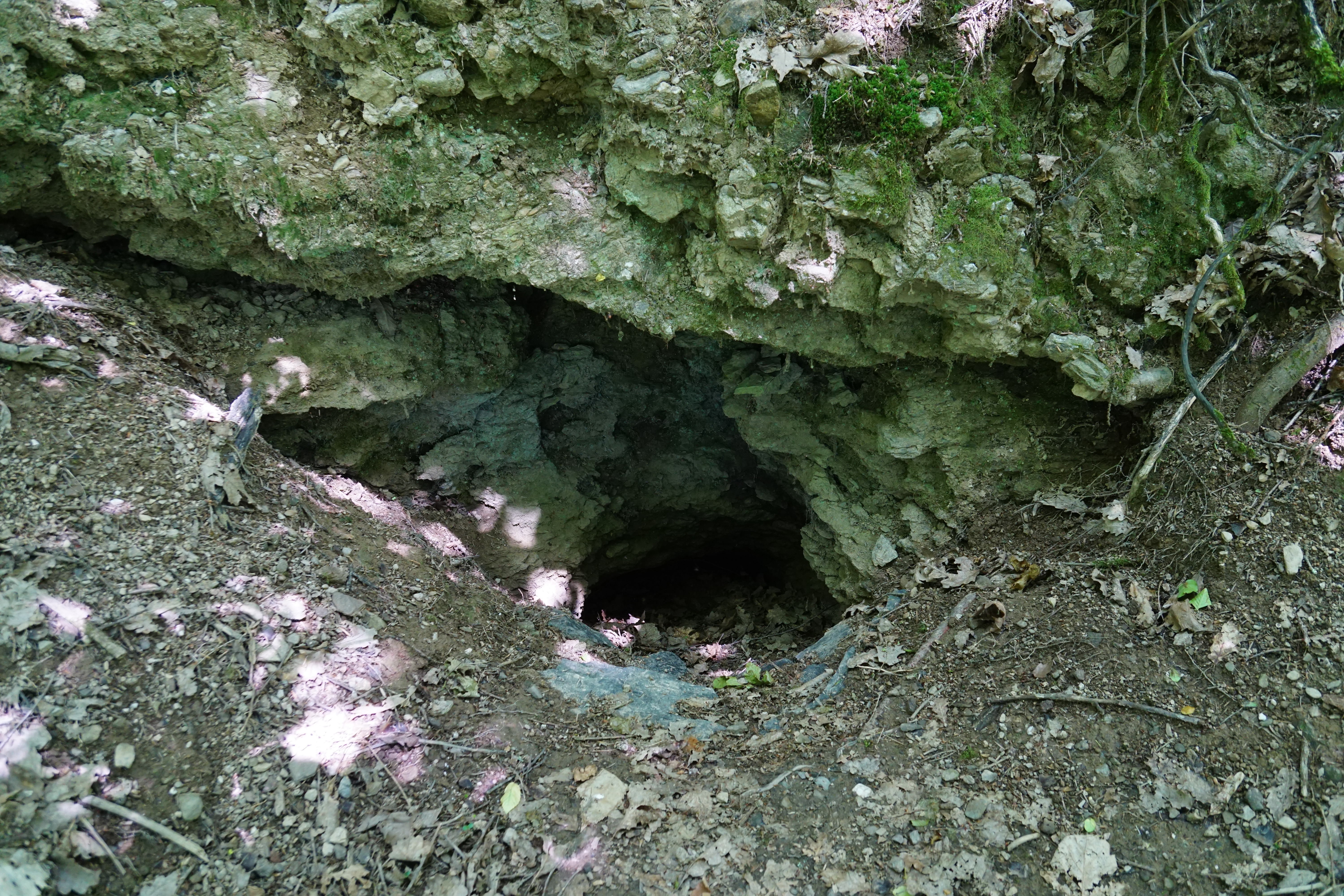
Entrée de mine du Kohlberg.

Le gisement s'est formé pendant le Stéphanien, il est composé d'une multitude de petits bassin disséminés dans le massif des Vosges, dont les principaux se trouvent aux alentours de la vallée de Villé. La plupart des mines ont fonctionné entre le milieu du XVIIIe siècle et la fin du XIXe siècle. La grande majorité des travaux de recherche et d'extraction sont entrepris au cours de la première moitié du XIXe siècle. Au total, quatre concessions sont accordées dans le bassin de Villé, et deux sont fusionnées après rachat, Lalaye et Erlenbach.
Des mines de houilles sont notamment exploitées dans la vallée de Villé, en particulier à Saint-Hippolyte.

## Minerais évaporites

### Mines de potasse d'Alsace
Les mines de potasse d'Alsace exploitent le bassin potassique durant le XXe siècle. Celui-ci s'est formé dans une lagune creusée par la séparation du massif des Vosges et de la Forêt-Noire. Il est composé de deux couches de chlorure de potassium distantes d'une vingtaine de mètres. Ces deux couches s'étendent à des profondeurs allant de 400 à 1 100 mètres. La première couche atteint deux mètres d’épaisseur et contient environ 40 % de chlorure de potassium ; la seconde couche atteint 5 mètres et contient environ 30 % de chlorure de potassium. Ces deux couches possèdent également 60 % de chlorure de sodium.

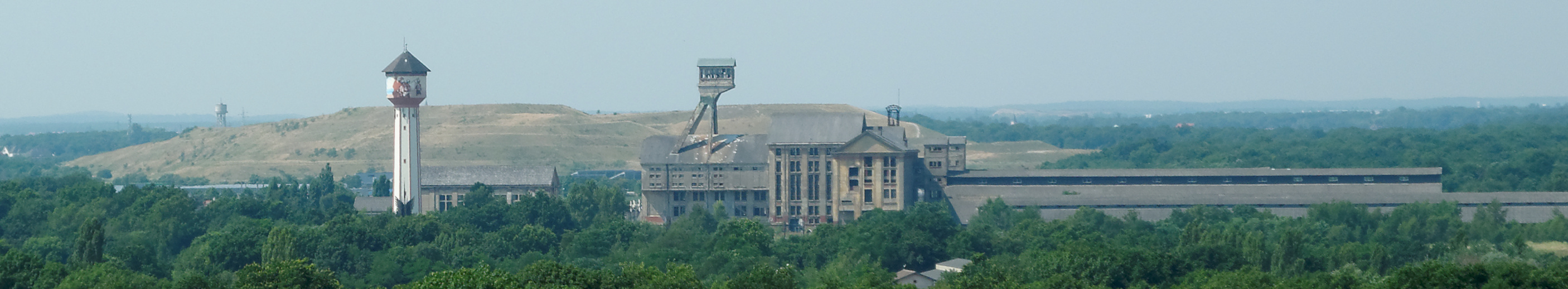
Vue générale aérienne du carreau Rodolphe et du terril depuis du parc du Petit Prince.

## Minerais métalliques

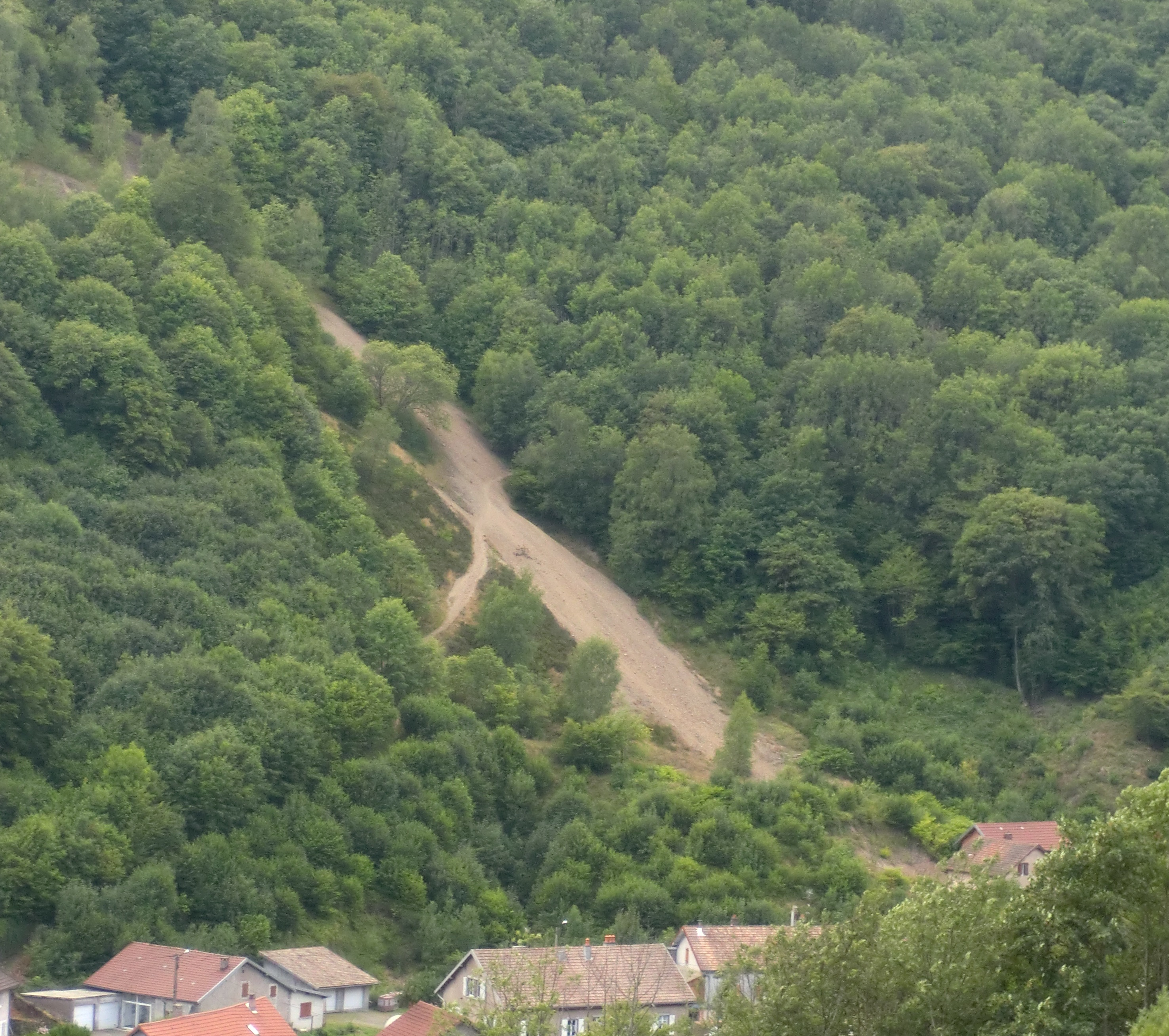
Une halde dans la vallée de Saint-Antoine.

Le massif des Vosges est riche en divers minerais métalliques apportés par des veines métallogéniques autrefois situées en grande profondeur. 

### Mines de la vallée de Saint-Antoine
Les mines de la vallée de Saint-Antoine sont mentionnées pour la première fois en 1458. À partir du XVe siècle, l'exploitation de mines d'argent, de fer, de molybdène et de plomb se développe. 
Entre la fin du XVIe siècle et le début du XVIIe siècle, la découverte de nouveaux filons permet une production record. Mais l'activité décline rapidement à partir du milieu du XVIIe siècle jusqu'à cesser. L'activité minière est relancée en 1750, en 1830, puis en 1930 mais sans résultat.

### Mines du val d'Argent

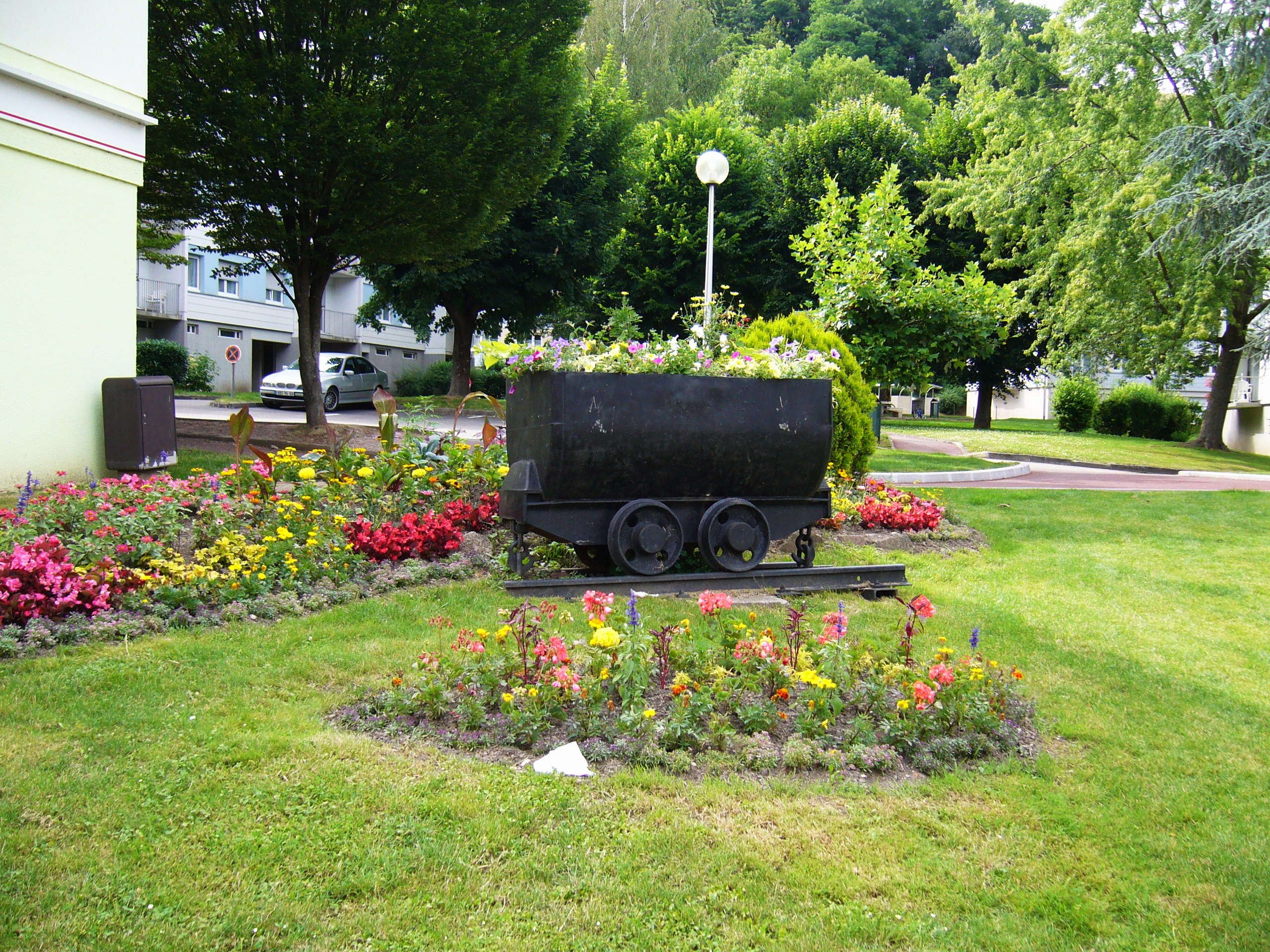
Une berline conservée à Sainte-Marie-aux-Mines.

Le val d'Argent (ou  val de Lièpvre) suscite d'importants travaux de recherches et d'exploitation au Moyen Âge, notamment à Sainte-Marie-aux-Mines.

### Mines de Servance
Servance connaît une exploitation de minerai de fer de 1824 à 1829,.

### Mines de Giromagny
Giromagny se développe à la fin du Moyen Âge avec le début de l'exploitation des mines d'argent, plomb et cuivre par les Habsbourg, alors seigneurs du Rosemont. L'activité des mines se poursuit jusqu'au XVIIIe siècle, avec un fort ralentissement pendant la Guerre de Trente Ans. En 1648, le cardinal de Mazarin devient propriétaire des mines de Giromagny, ce qui n'empêche pas leur déclin et un fort ralentissement économique de la ville jusqu'au Premier Empire.

### Mines d'Auxelles-Haut
Les mines d'Auxelles-Haut sont exploitées aux XIVe et XVIIIe siècles.

### Hautes-Mynes du Thillot

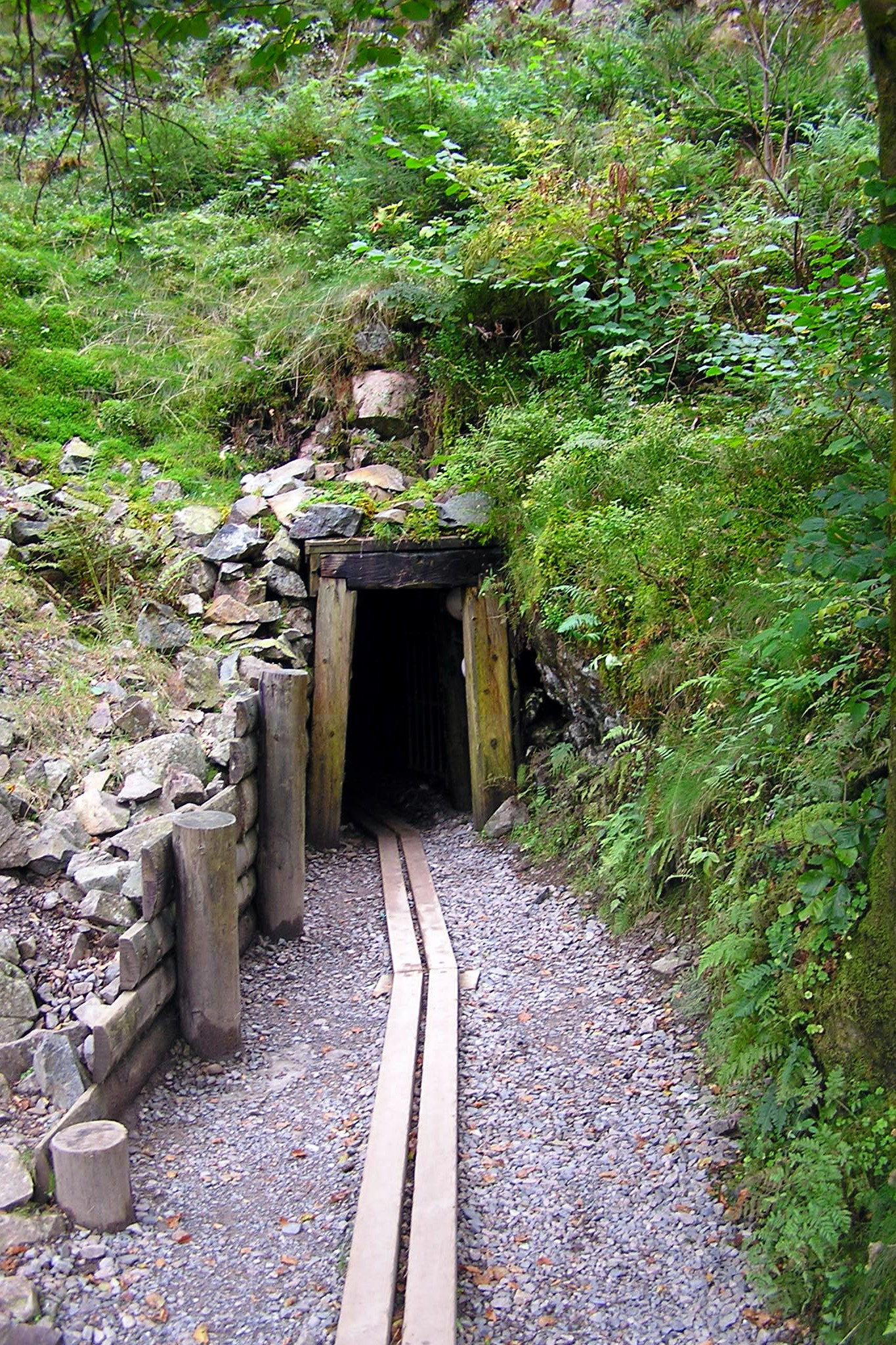
Entrée d'une galerie au Thillot.

Les Hautes-Mynes du Thillot sont exploitées par les ducs de Lorraine entre 1560 et 1761.

### Mines de La Croix-aux-Mines
Les mines d'argent de La Croix-aux-Mines sont un ancien site d'extraction de l'argent attesté depuis le Xe siècle. Elles connaissent deux grandes périodes d'activité, la plus importante aux XVe et XVIe siècles, la seconde fin XVIIe et XVIIIe siècles. Seule la mine Saint Joseph est accessible aux visiteurs, en lien avec le musée adjacent, ouvert en 2012.

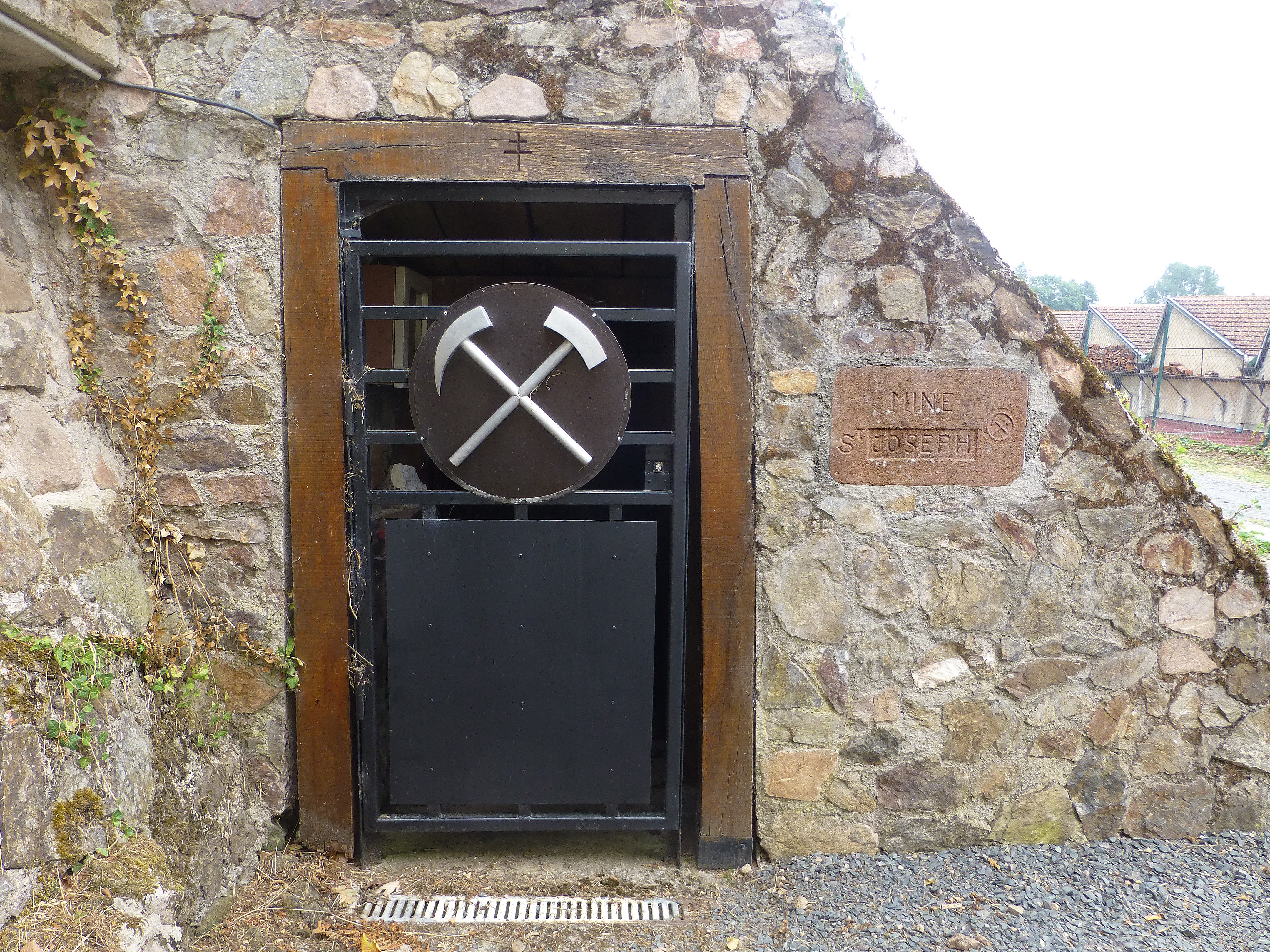
Ancienne entrée.
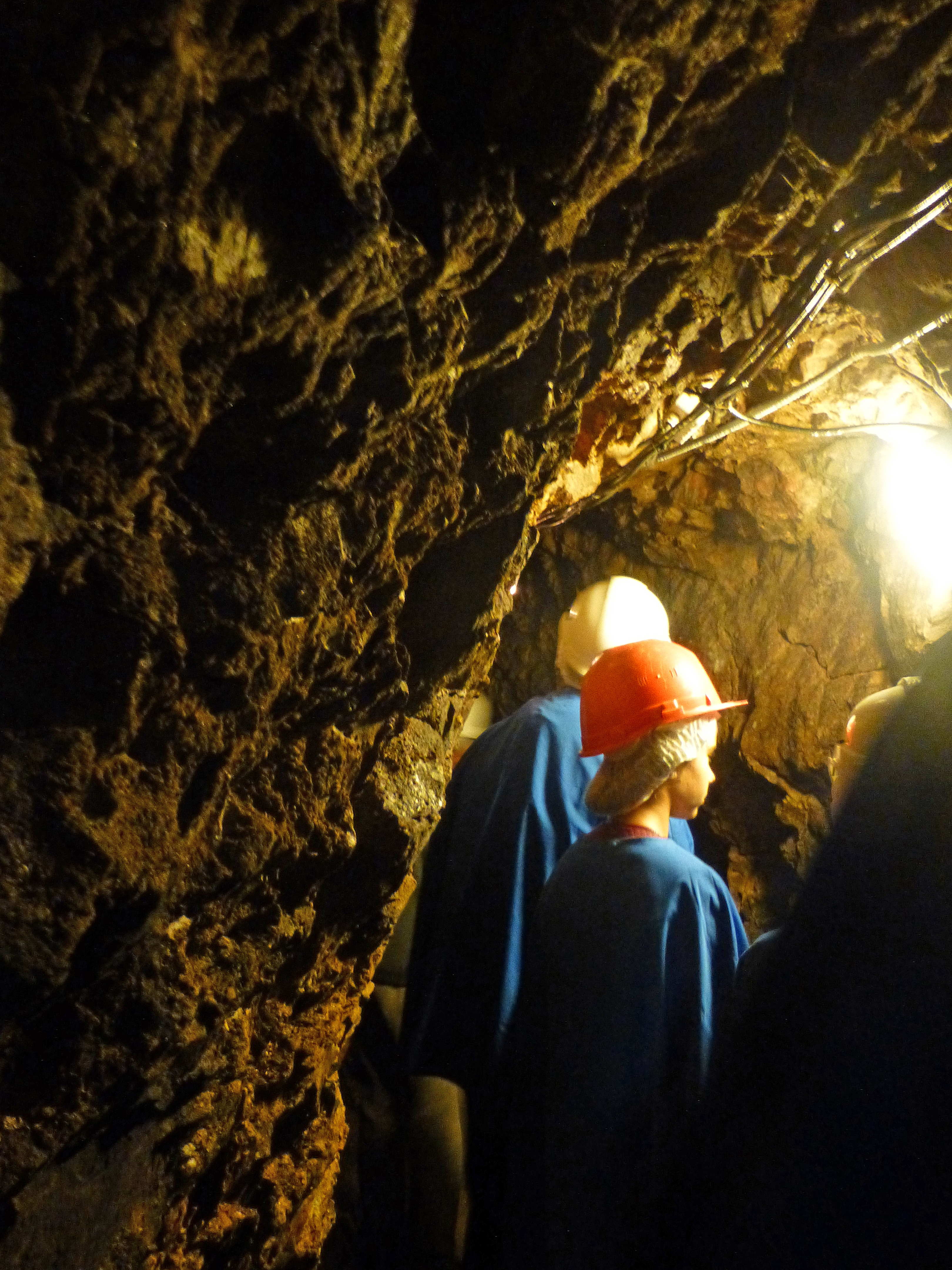
Visite de la galerie.
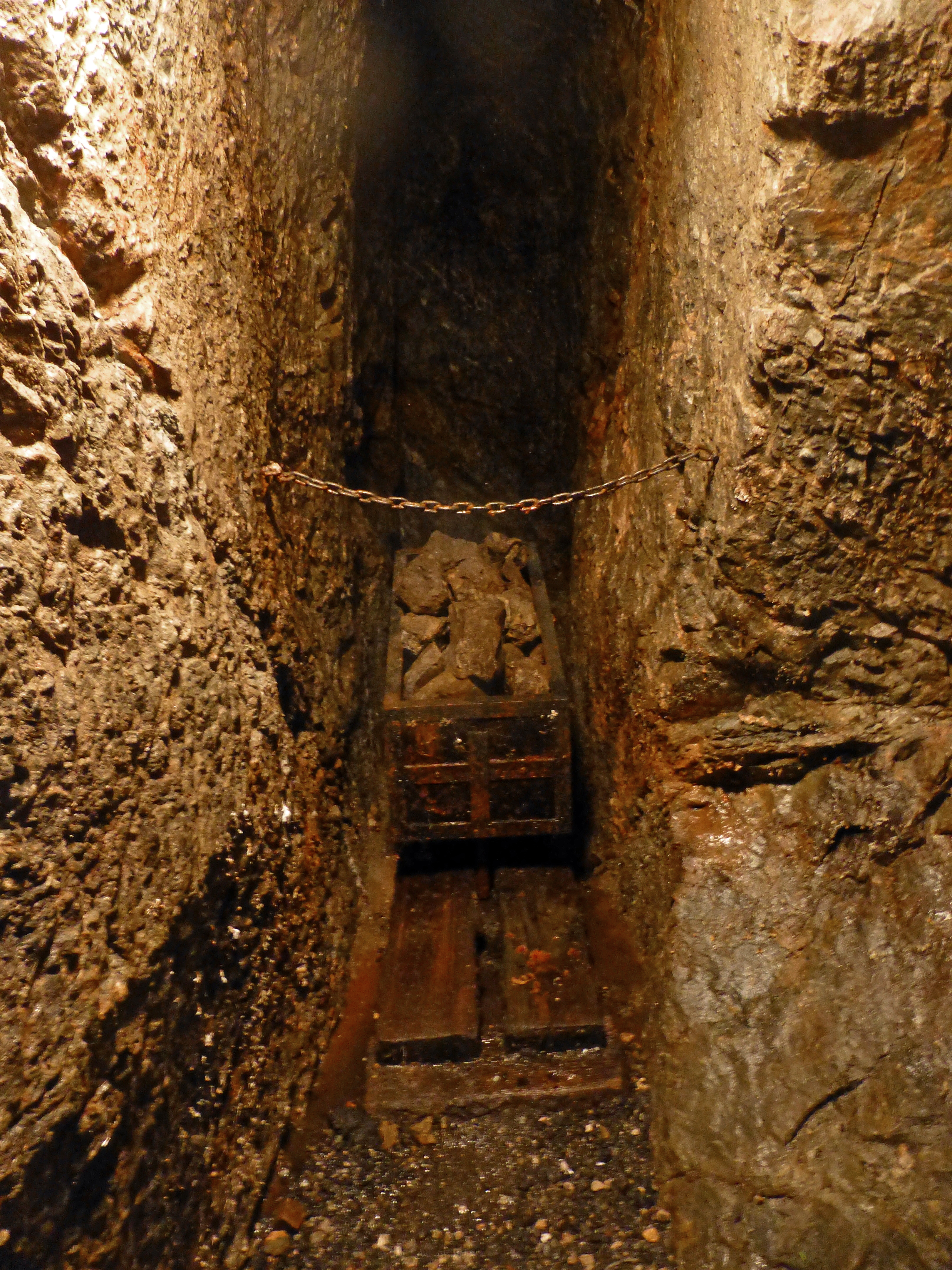
Wagonnet.
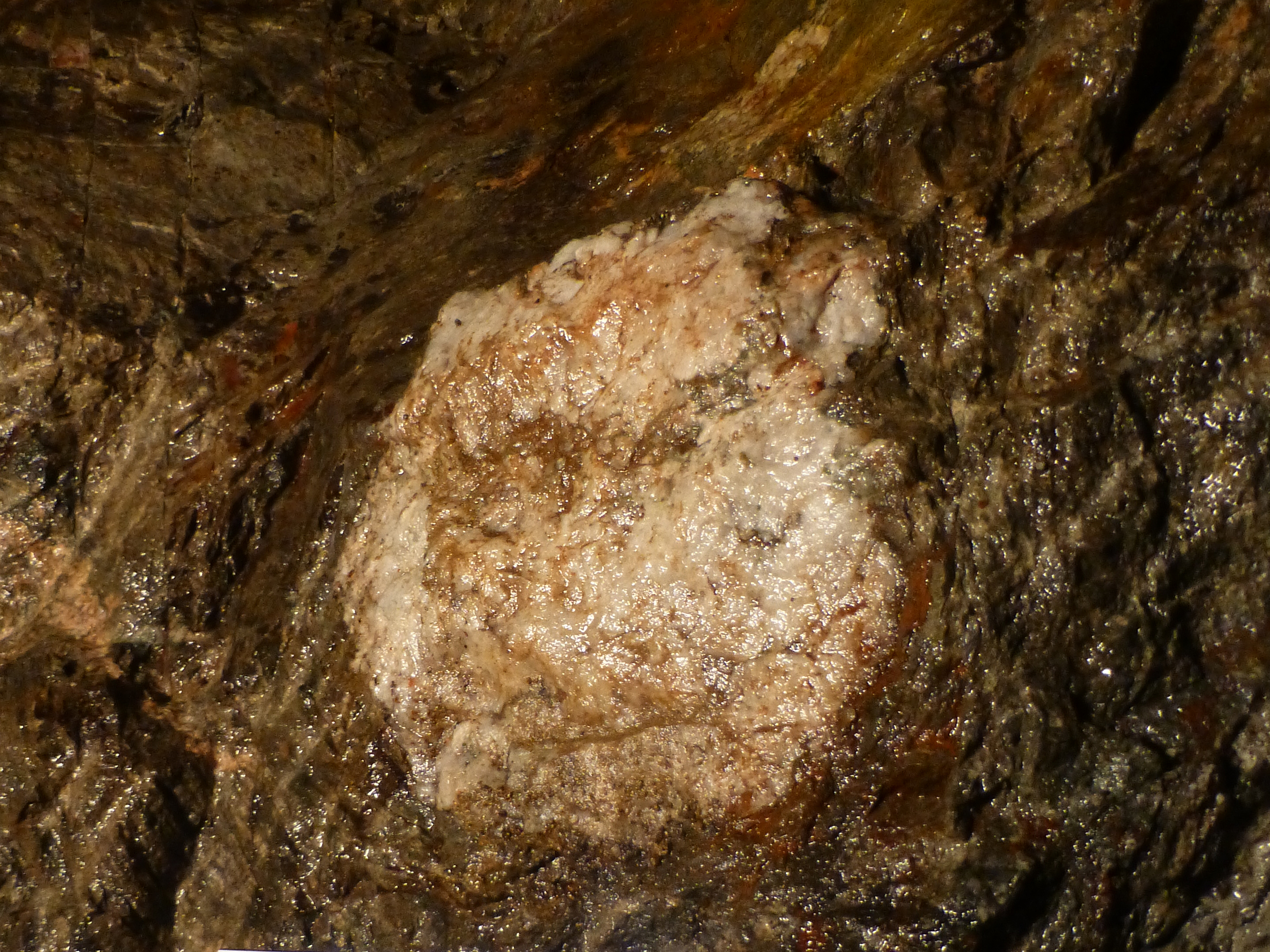
Ancienne géode en forme de rose.

### Mine Haus Österreich
La mine Haus Österreich est datée des XVIe et XVIIIe siècles ; elles est classé au titre des monuments historiques depuis 1997. Il s'agit d'un puits de mine boisé de 70 mètres de profondeur. Il possède un système d'exhaure à balancier qui était actionné par une roue à aubes.